# Mordella aculeata
Espèce
Mordella aculeata est une espèce d'insectes de l'ordre des coléoptères, de la famille des Mordellidae, de la sous-famille des Mordellinae, et de la tribu des Mordellini. C'est l'espèce type pour le genre, la tribu, la sous-famille et la famille.

## Description
Corps d'un noir luisant et sans taches, avec un duvet soyeux ; antennes en scie ; tarière de la longueur du prothorax.

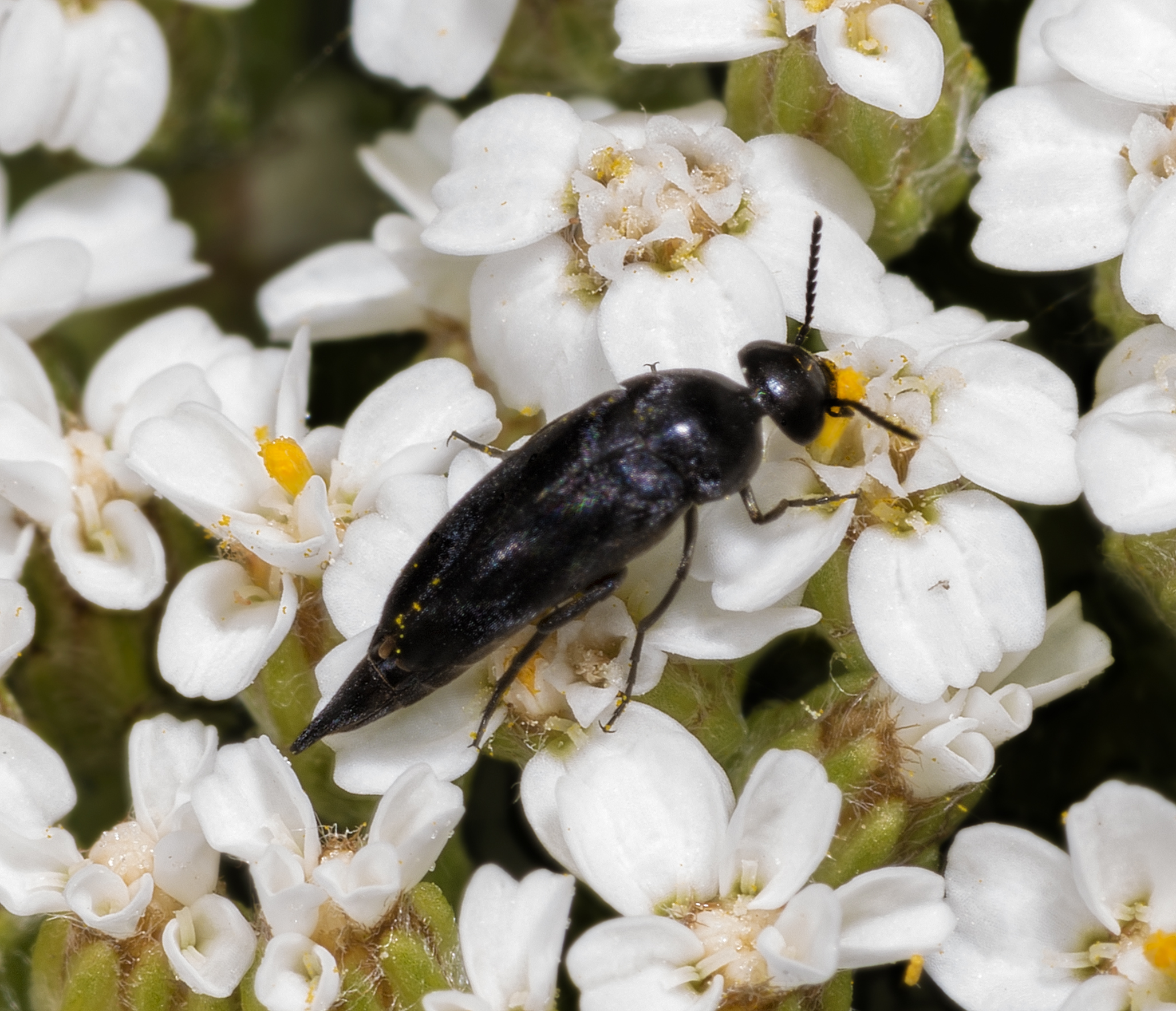
Vue dorsale
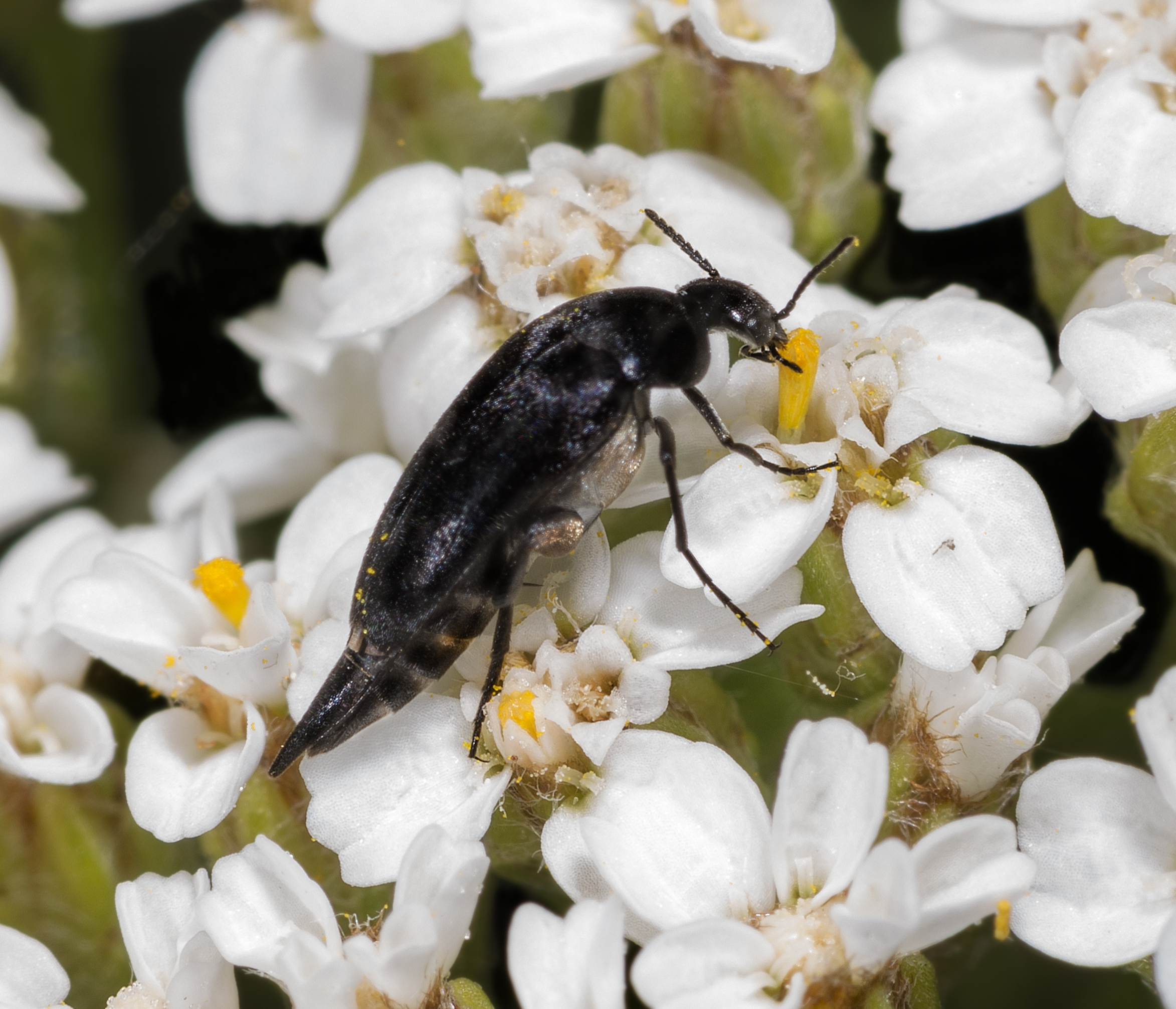
Vue latérale

## Systématique
L'espèce Mordella aculeata a été décrite  par le naturaliste suédois Carl von Linné en 1758.

### Synonymie
- Mordella communis Matsumura, 1915

### Nom vernaculaire
- Mordelle à pointe [2]
- Mordelle à tarière [3]

### Taxinomie
Liste des sous-espèces
- Mordella aculeata aculeata Linnaeus, 1758
- Mordella aculeata multilineata Champion, 1927
- Mordella aculeata nigripalpis Shchegolvera-Barovskaya, 1931